# Кабанов, Николай Николаевич

Н. Н. Кабанов (2004)

Николай Николаевич Кабанов, (латыш. Nikolajs Kabanovs; род. 26 сентября 1970 в Риге) — латвийский политик и журналист, депутат Сейма Латвии (2002—2014, 2018—2022).

## Биография
С 1989 по 2002 год работал корреспондентом, заведующим отделом, главным редактором ряда латвийских печатных изданий.
В 2002 году избран депутатом 8-го Сейма от списка ЗаПЧЕЛ. Весной 2003 года стал редактором ежемесячника «Социалист Латвии» и секретарем фракции Сейма ЗаПЧЕЛ. С осени 2003 года — политический секретарь новосозданной партии BITE, член Координационного совета ЗаПЧЕЛ (до ликвидации BITE и реструктуризации ЗаПЧЕЛ в 2007 году). В 2006 году Н.Кабанов был исключен из состава комиссии Сейма по иностранным делам за участие в съемках и распространении фильма «Нацизм по-прибалтийски» (за разжигание национальной розни). В том же году избран депутатом 9-го Сейма от ЗаПЧЕЛ. В 2008 году перешел в партию «Новый центр» и вступил в фракцию Сейма объединения «Центр согласия». В 2009 году безуспешно баллотировался на выборах в Европарламент. В 2010 году избран депутатом 10-го Сейма Латвии от «Центра Согласия», на внеочередных выборах 2011 года избран депутатом 11-го Сейма. Не принимал участия в выборах 12-го Сейма но позже стал помощником депутата от партии «Согласие» Ивана Рыбакова. Осенью 2018 года был избран депутатом 13-го Сейма Латвии от партии «Согласие». Баллотировался на выборах в 14-й Сейм осенью 2022 года, но список «Согласия» не преодолел 5-процентный барьер. 2024 году вступил в партию "Стабильность!".

## Скандалы
В 2003 году появилась информация, о том, что Кабанов недостойно вёл себя во время инаугурации президента Латвии Вайры Вике-Фрейберги — депутат вытирал пот и сморкался в президентский штандарт. Кабанов категорически отрицал это, утверждая, что целовал знамя.
25 сентября 2012 года многие депутаты и журналисты заподозрили, что Кабанов явился в пьяном виде на заседание подкомитета Сейма по государственному образованию. Кабанов назвал эти обвинения клеветой. Комиссия Сейма по этике, мандатам и заявлениям применила к парламентарию Николаю Кабанову самое строгое из доступных ей наказаний — вынесла письменное предупреждение о его предполагаемом присутствии в состоянии алкогольного опьянения. Соответствующую публикацию, как того требует закон, разместили в официальной газете «Latvijas Vēstnesis».

## Книги
- 2006 — «Цена независимости». ISBN 9984-19-851-0
- 2009 — русский перевод книги Андриса Грутупса «Обсерватор». ISBN 978-9984-34-347-1
- 2010 — русский перевод книги Андриса Грутупса «Маньяк». ISBN 978-9984-34-408-9
- 2013 — «Секреты Советской Латвии. Из архивов ЦК КПЛ». ISBN 978-5-9990-0022-4
- 2015 — «Секреты латвийской дипломатии». ISBN 978-9934-14-564-3
- 2016 — «Латыш при дворе Сталина». ISBN 978-9934-14-850-7
- 2016 — «Миссия Латвии в Стокгольме: Архивы латвийской дипломатии о Скандинавии, Прибалтике, СССР и Германии в 1939—1940 гг.» в «Русский Сборник XIX». ISBN 978-5-905040-21-4
- 2016 — «Миссия в Москве. Донесения латвийских дипломатов из СССР, 1935—1937 гг.: Документы и материалы». ISBN 978-5-906880-52-9
- 2017 — «ЗАПАДня. Латвийская политика глазами русского депутата». ISBN 978-5-906947-03-1
- 2019 — «Вынужденный альянс. Советско-балтийские отношения и международный кризис, 1939—1940 гг.» ISBN 978-5-907211-25-4

## Фильмы
- 2013 — «Ostland. Ночь под свастикой» (документальный фильм) — автор сценария, режиссёр.[7]